# V1400 Centauri

V1400 Centauri (även känd som 1SWASP J140747, J1407 och Mamajeks objekt) är en ensam stjärna i norra delen av stjärnbilden Kentauren. Den har en genomsnittlig skenbar magnitud av ca 12,3 och kräver ett kraftfullt teleskop för att kunna observeras. Baserat på parallaxmätning på ca 7,5 mas, beräknas den befinna sig på ett avstånd på ca 434 ljusår (ca 133 parsek) från solen. Den rör sig bort från solen med en heliocentrisk radialhastighet på ca 3 km/s.

## Egenskaper
V1400 Centauri är en orange till gul underjättestjärna i huvudserien av spektralklass K5 IV(e) Li. Den har en massa som är ca 0,9 solmassa, en radie som är ca 0,93 solradie och har en effektiv temperatur av ca 4 400 K.
År 2007 observerades V1400 Centauri förmörkas och omkretsas av minst ett större objekt, 1SWASP J1407b (J1407b), som tros vara antingen en stor gasjätteplanet eller en brun dvärg, med ett enormt ringsystem. Efterföljande studier har inte lyckats observera J1407b, vilket tyder på att den befinner sig i en mycket excentrisk bana runt stjärnan.

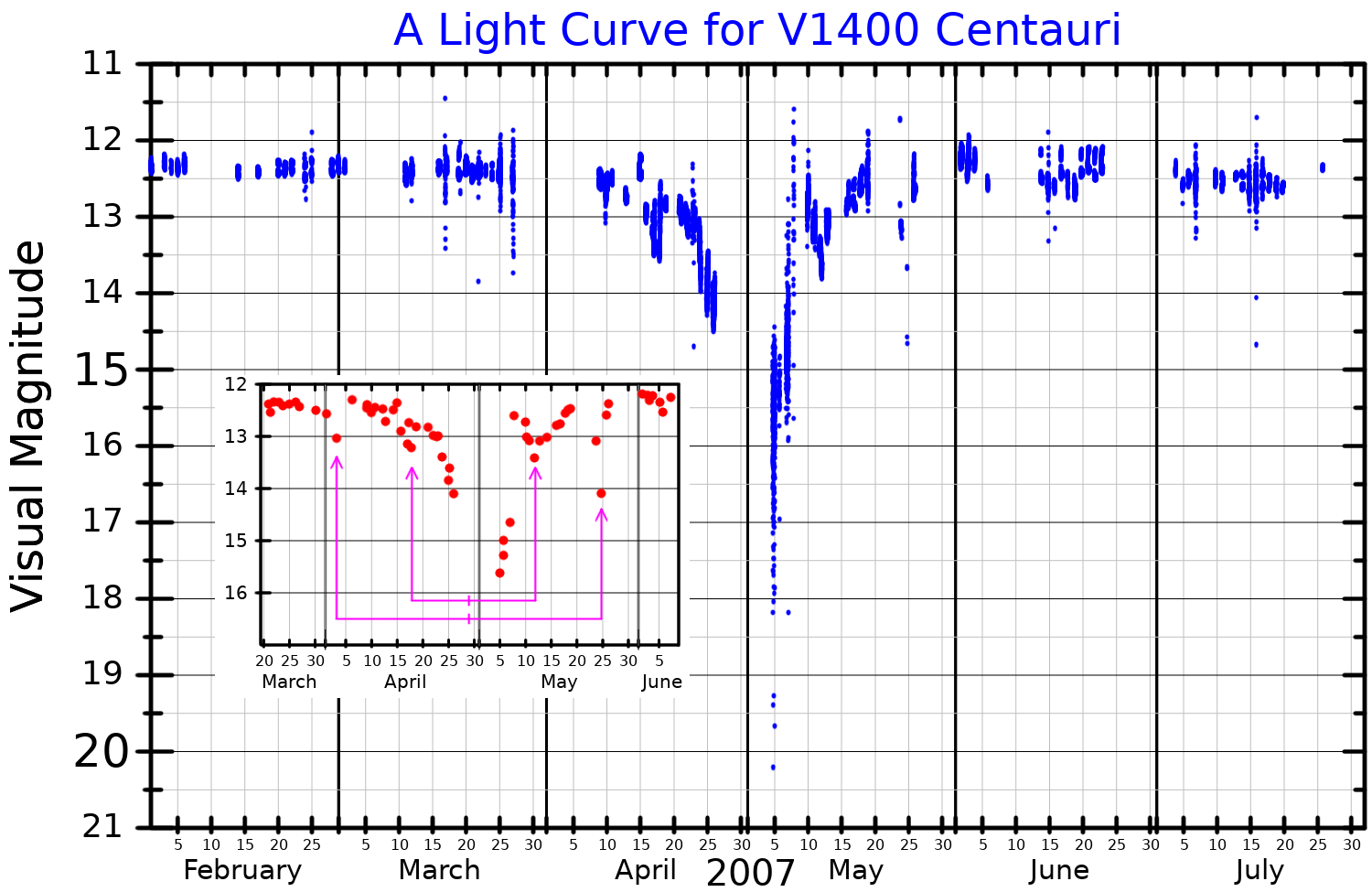
En ljuskurva i visuell bandet för V1400 Centauri, som visar 2007 års förmörkelse. Huvuddiagrammet visar SuperWASP- data. Den infällda plotten, anpassad från Mamajek et al., visar data nära mitten av förmörkelsen. De lila markörerna visar paren med små ljussänkningar på grund av förmörkelser av ringar.

År 2021 upptäcktes att moderstjärnan är starkt variabel, med en 5,4 år lång magnetisk aktivitetscykel, men inga bevis upptäcktes för ytterligare planeter eller någon upprepning av de djupa förmörkelserna som tillskrivs ett transiterande ringsystem.

## Misstänkt planetsystem
Upptäckten av J1407-systemet och dess ovanliga förmörkelser rapporterades första gången av ett team ledd av astronomen Eric Mamajek vid University of Rochester 2012. Förekomsten av och parametrarna för ringsystemet runt den substellära följeslagaren J1407b härleddes från observationen av en mycket lång och komplex förmörkelse av moderstjärnan som varade i 56 dygn under april och maj 2007. Lågmasseobjektet J1407b har benämnts som "Saturnus på steroider" eller "Supersaturnus" på grund av dess massiva system av omgivande ringar med en radie på cirka 90 miljoner km (0,6 AE). Omloppstiden för J1407b beräknas vara omkring ett decennium (3,5 till 13,8 år), och dess mest sannolika massa är ungefär 13 till 26 Jupitermassor, men med stor osäkerhet.
| Planet              | Massa         | Halv storaxel (AE) | Siderisk omloppstid (d) | Excentricitet | Inklination | Radie |
| ------------------- | ------------- | ------------------ | ----------------------- | ------------- | ----------- | ----- |
| J1407b (obekräftad) | 20,0 ± 6,0 MJ | 3,9 ± 1,7          | 3 725 ± 900             | >0,6          | -           | -     |